# XAP
.ХАР (произносится «зaп») — формат файла, используемый в Windows Phone для установки программ. Представляет собой формат файлов для архивов со сжатием. Внутри находится приложение, сопутствующие папки и несколько xml-файлов, отвечающих за безопасность и порядок доступа к библиотекам программы.
Архивы с данным расширением распространяются через Marketplace, однако имеется возможность распространения приложения и минуя его — для этого существует Tom XAP Installer (работает если КПК разблокирован с помощью ChevronWP7). Скачивание архива из Marketplace также возможно только с помощью специального ПО.
Формат xap также используется в Microsoft Silverlight, 